# Дурланген
Дурланген (њем. Durlangen) општина је у њемачкој савезној држави Баден-Виртемберг. Једно је од 42 општинска средишта округа Осталб. Према процјени из 2010. у општини је живјело 2.934 становника. Посједује регионалну шифру (AGS) 8136015.

## Географски и демографски подаци
Дурланген се налази у савезној држави Баден-Виртемберг у округу Осталб. Општина се налази на надморској висини од 470 метара. Површина општине износи 10,4 km². У самом мјесту је, према процјени из 2010. године, живјело 2.934 становника. Просјечна густина становништва износи 281 становника/km².